# 大山巌
大山 巌（おおやま いわお、旧字体：大山 巖、1842年11月12日〈天保13年10月10日〉- 1916年〈大正5年〉12月10日）は、日本の政治家。陸軍大臣（初代・第3代）、陸軍参謀総長（第4・6代）、大警視（第2代）、文部大臣（臨時兼任）、内大臣（第4代）、元老、貴族院議員を歴任した。称号・階級は元帥陸軍大将。栄典は従一位大勲位功一級公爵。雅号は赫山、瑞岩。字は清海。西郷隆盛・従道兄弟は従兄弟。

## 生涯

### 青年期

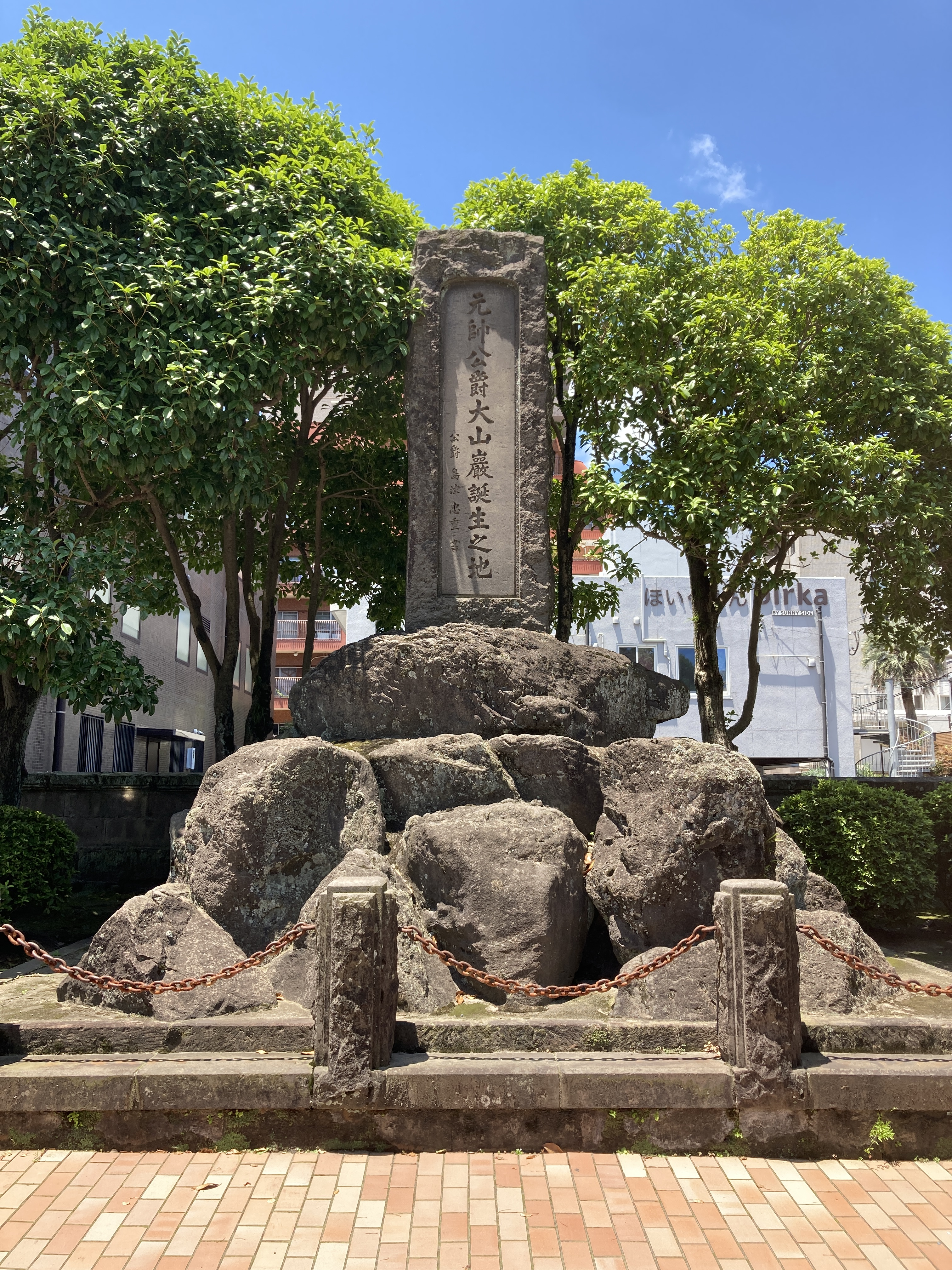
誕生之地碑（加治屋町）

薩摩国鹿児島城下加治屋町柿本寺通（下加治屋町方限）に薩摩藩士・大山綱昌（彦八）の次男として生まれた。幼名は岩次郎。通称は弥助。家紋は佐々木源氏大山氏として典型的な「丸に隅立て四つ目」である。
同藩の有馬新七らに影響されて過激派に属したが、文久2年（1862年）の寺田屋騒動では公武合体派によって鎮圧され、大山は帰国謹慎処分となる。薩英戦争に際して謹慎を解かれ、砲台に配属された。ここで西欧列強の軍事力に衝撃を受け、幕臣・江川英龍の塾にて、黒田清隆らとともに砲術を学ぶ。

### 戊辰戦争
戊辰戦争では新式銃隊を率いて、鳥羽・伏見の戦いや会津戦争などの各地を転戦。また、12ドイム臼砲や四斤山砲の改良も行った。これら大山の設計した砲は「弥助砲」と称され、後に日露戦争まで長く使用された（弥助は大山の幼名から）。
会津戦争では薩摩藩二番砲兵隊長として従軍していたが、鶴ヶ城攻撃初日、大手門前の北出丸からの篭城側の射撃で攻略に手間どる土佐藩部隊の援護に出動するも、弾丸が右股を内側から貫き負傷し、翌日後送されている。そのため、実際大山が鶴ヶ城で戦ったのは初日のみで砲撃を指揮した訳でもなく、よく言われる「会津若松城に向けて、大砲を雨霰のように撃ちこんで勝利に貢献した」というのも事実ではない。このとき篭城側（会津藩側）は主だった兵がほとんど出撃中で、城内には老幼兵と負傷兵しかおらず、北出丸で戦っていたのは山本八重とわずかな兵たちだった。そのため狙撃者は八重であるとも言われている。この時の会津若松城には、のちに後妻となる山川捨松とその家族が籠城していた。

### 留学
維新後の明治2年（1869年）、渡欧して普仏戦争などを視察。明治3年（1870年）から6年（1873年）の間はジュネーヴに留学した。留学時、ロシアの革命運動家レフ・メーチニコフと知り合う。メーチニコフは後に東京外国語学校に教師として赴任したが、これは大山の影響によるといわれる。

### 西南戦争
西南戦争をはじめ、相次ぐ士族反乱を鎮圧した。西南戦争では政府軍の指揮官（攻城砲隊司令官）として、城山に立て籠もった親戚筋の西郷隆盛を相手に戦ったが、大山はこのことを生涯気にして、二度と鹿児島に帰ることはなかった。ただし西郷家とは生涯にわたって親しく、特に西郷従道とは親戚以上の盟友関係にあった。明治13年（1880年）には陸軍卿となり、第1次伊藤内閣において最初の陸軍大臣となった。
1884年2月16日、陸軍卿として、川上操六・桂太郎2大佐らを従え、欧州兵制視察のために横浜を出発し、1885年1月25日、帰国した。

### 日清日露戦争

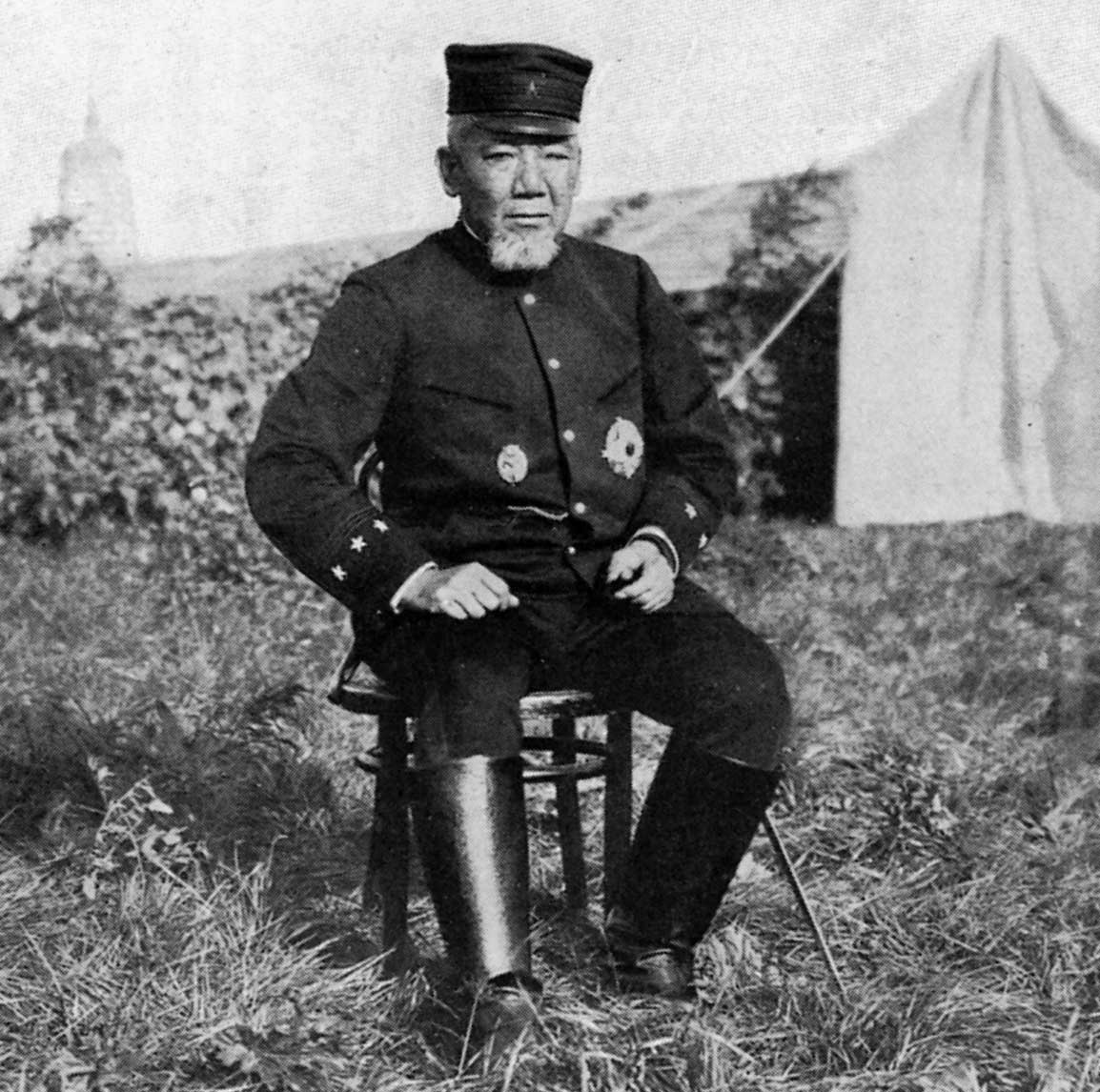
日露戦争中、満洲で

日清戦争（1894年 - 1895年）直前には右目を失明していたという記録が残っているが、日清戦争では陸軍大将として第2軍司令官となった。明治32年（1899年）5月16日には参謀総長に就任し、元帥に列せられた。
1903年6月22日、参謀総長として朝鮮問題解決に関する意見書を内閣に提出した。日露戦争（1904年-1905年）では元帥陸軍大将として満州軍総司令官を務め（1904年6月20日）、日清日露ともに日本の勝利に大きく貢献した。同郷の東郷平八郎と並んで「陸の大山、海の東郷」と言われた。ドイツライプチヒの新聞は、ニコライ2世 (ロシア皇帝)が「猿のような」と評した日本人が単独で大国ロシアに勝てるとは考えられないとして、大山は長年ロシアに苦しめられてきたフィンランド人であると報道した。

### 元老
大山は陸軍を代表する存在であり、最重要の重臣である元老のメンバーとしても活動した。ただし、大山は陸軍内の意向に従う傾向があり、黒田清隆・西郷従道没後は会議内のバランスをとるためしばらく元老会議のメンバーから外されている。大正4年（1915年）4月23日には内大臣となり、宮中入りした。

### 薨去
大正5年（1916年）、大正天皇に供奉し、福岡県で行われた陸軍特別大演習を参観した帰途に、胃病から倒れ、胆嚢炎を併発。療養中の12月10日に内大臣在任のまま薨去。享年75。病床についてから死ぬ間際まで、永井建子作曲の『雪の進軍』を聞いていたと伝えられている。本人は大変この曲を気に入っていたという。
臨終の枕元には山縣有朋、川村景明、寺内正毅、黒木為楨などが一堂に顔を揃え、まるで元帥府が大山家に引っ越してきたようだったという。大山の死は夏目漱石の死の翌日のことだった。新聞の多くは文豪の死を悼んで多くの紙面を彼に割いたため、明くる日の大山の訃報は他の元老の訃報とは比較にならないほど地味なものだったが、それが大山と他の元老たちの違いを改めて印象づけた。12月17日の国葬では、参列する駐日ロシア大使とは別にロシア大使館付武官のヤホントフ少将が直に大山家を訪れ、「全ロシア陸軍を代表して」弔詞を述べ、ひときわ目立つ花輪を自ら霊前に供えた。かつての敵国の軍人からのこのような丁重な弔意を受けたのは、この大山と後の東郷平八郎の2人だけだった。
那須に葬られた。墓所は栃木県那須塩原市。遺品は陸上自衛隊宇都宮駐屯地に多数収蔵され、資料館に展示されている。

## 栄典
位階
- 明治4年4月25日（1871年6月12日）- 正六位[7]
- 1875年（明治8年）2月24日 - 正五位[7]
- 1879年（明治12年）12月16日 - 従四位[7]
- 1880年（明治13年）5月24日 - 正四位[7]
- 1884年（明治17年）12月27日 - 従三位[7][8]
- 1886年（明治19年）10月19日 - 従二位[7][9]
- 1895年（明治28年）12月20日 - 正二位[10]
- 1916年（大正5年）12月10日 - 従一位[11]

爵位等
- 1884年（明治17年）7月7日 - 伯爵[7][12]
- 1895年（明治28年）8月5日 - 侯爵[13]
- 1898年（明治31年）1月20日 - 元帥[14]
- 1907年（明治40年）9月21日 - 公爵[15]
- 1912年（大正元年）8月13日 - 元勲[16]

勲章等
| 受章年                     | 略綬 | 勲章名                   | 備考                   |
| -------------------------- | ---- | ------------------------ | ---------------------- |
| 1877年（明治10年）11月9日  |      | 勲二等旭日重光章         |                        |
| 1882年（明治15年）11月1日  |      | 勲一等旭日大綬章         |                        |
| 1889年（明治22年）11月25日 |      | 大日本帝国憲法発布記念章 |                        |
| 1890年（明治23年）1月21日  |      | 銀製黄綬褒章             |                        |
| 1895年（明治28年）8月5日   |      | 旭日桐花大綬章           |                        |
| 1895年（明治28年）8月5日   |      | 功二級金鵄勲章           |                        |
| 1895年（明治28年）11月18日 |      | 明治二十七八年従軍記章   |                        |
| 1902年（明治35年）5月10日  |      | 明治三十三年従軍記章     |                        |
| 1906年（明治39年）4月1日   |      | 功一級金鵄勲章           |                        |
| 1906年（明治39年）4月1日   |      | 菊花章頸飾               |                        |
| 1906年（明治39年）4月1日   |      | 明治三十七八年従軍記章   |                        |
| 1915年（大正4年）11月10日  |      | 大礼記念章               |                        |
| 1916年（大正5年）4月1日    |      | 金杯一組                 |                        |
| 1916年（大正5年）4月1日    |      | 大正三四年従軍記章       |                        |
| 1916年（大正5年）12月11日  |      | 国葬                     | 葬儀執行：同年12月17日 |

外国勲章佩用允許
| 受章年                     | 国籍                         | 略綬 | 勲章名                                       | 備考 |
| -------------------------- | ---------------------------- | ---- | -------------------------------------------- | ---- |
| 1883年（明治16年）3月20日  | イタリア王国                 |      | 王冠勲章グランコルドーネ                     |      |
| 1883年（明治16年）4月13日  | フランス共和国               |      | レジオンドヌール勲章グラントフィシエ         |      |
| 1884年（明治17年）2月4日   | プロイセン王国               |      | クロラネン第一等勲章                         |      |
| 1885年（明治18年）2月9日   | イタリア王国                 |      | 聖マウリッツィオ・ラザロ勲章グランコルドーネ |      |
| 1885年（明治18年）2月9日   | ロシア帝国                   |      | 白鷲大綬章                                   |      |
| 1885年（明治18年）2月9日   | オーストリア＝ハンガリー帝国 |      | 鉄冠第一等勲章                               |      |
| 1891年（明治24年）5月1日   | シャム王国                   |      | 王冠第一等勲章                               |      |
| 1891年（明治24年）5月27日  | オスマン帝国                 |      | 美治慈恵第一等勲章                           |      |
| 1906年（明治39年）4月5日   | イギリス帝国                 |      | メリット勲章                                 |      |
| 1906年（明治39年）7月24日  | プロイセン王国               |      | 王冠有功大綬章                               |      |
| 1906年（明治39年）12月27日 | フランス共和国               |      | レジオンドヌール勲章グランクロア             |      |

## 家族・親族
- 父：大山綱昌
- 母：競子（大山綱毅女）
- 兄：大山成美…妻は西郷隆盛の妹・安
- 弟：大山誠之助…妻は西郷隆盛の娘・菊草
- 先妻：沢（伯爵吉井友実長女、死別）

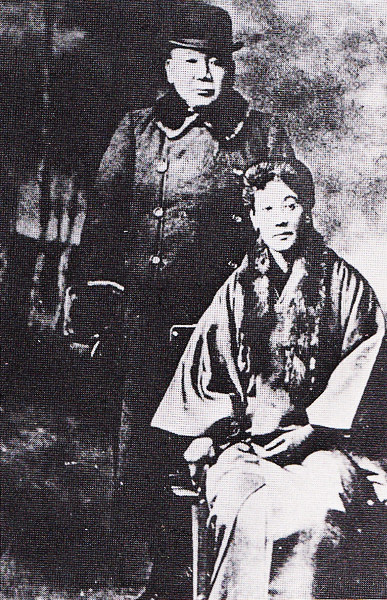
晩年の大山巌・捨松夫妻

  - 長女：信子（子爵三島彌太郎室、肺結核発病により1年あまりで離縁、小説『不如帰』浪子のモデル。1896年に20歳で病死[33]）
  - 次女：美津子（夭折）
  - 三女：芙蓉子（細川潤次郎長男・細川一之助室）
  - 四女：留子（1882-1973）伯爵渡邊千秋の次男で嫡子の千春室（1918年に死別）。佐々木信綱に師事し、渡辺とめ子、竹島きみ子の名で歌集を出し、女性文芸誌『火の鳥』を創刊した[34]。
- 後妻：捨松（会津藩家老 山川浩の妹、日本最初の女子留学生の一人、大学を卒業して学士号を得た最初の日本人女性）
  - 長男：高（海軍兵学校第35期、海軍少尉候補生、巡洋艦「松島」の爆沈事故で殉職）
  - 五女：久子（男爵井田磐楠室）
  - 六女：永子（流産）
  - 次男：柏
- 従兄弟：西郷隆盛、西郷従道
- 大山綱良との血縁関係はない。

## 人物・逸話

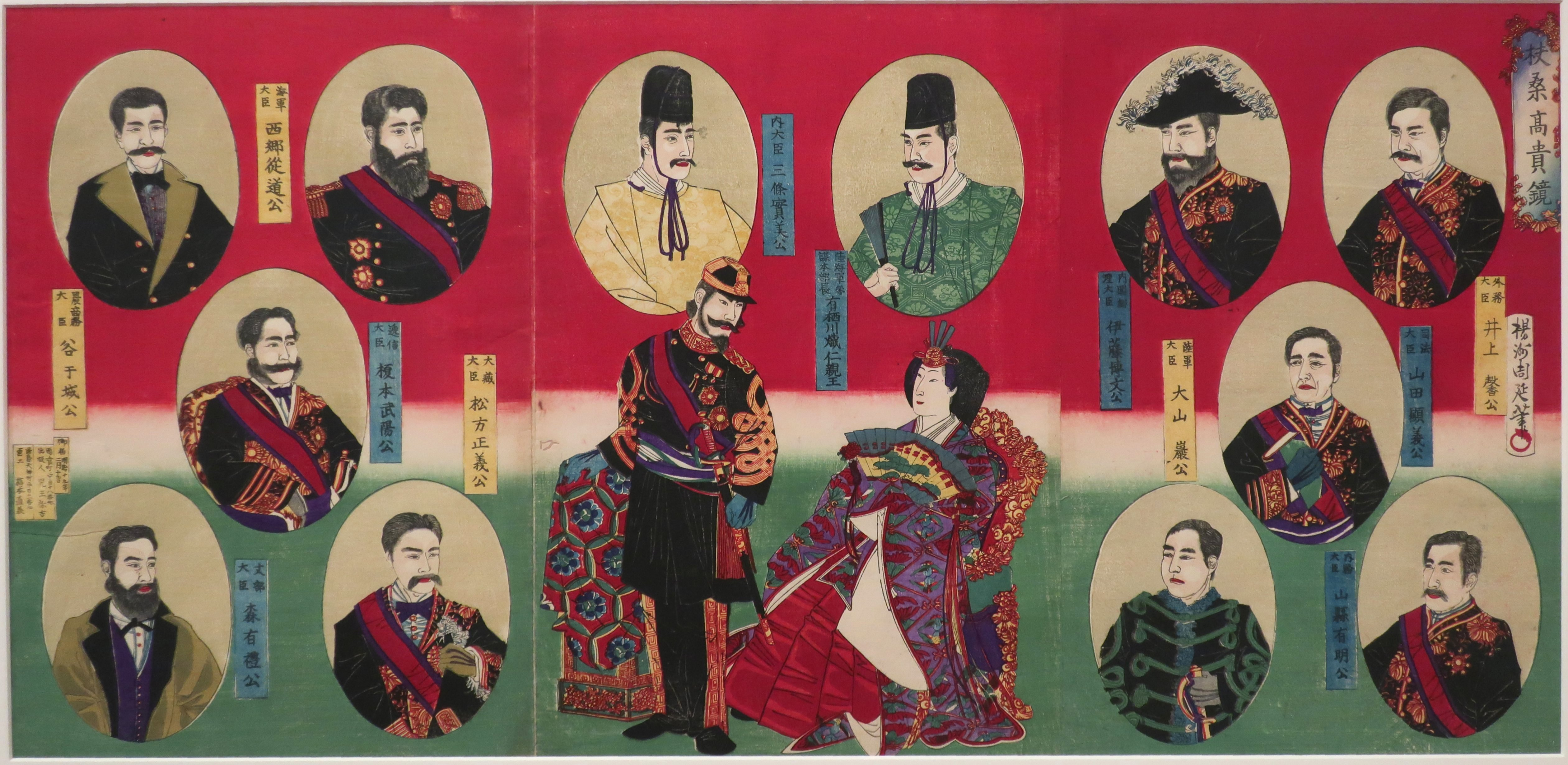
第1次伊藤内閣成立時の高官を描いた錦絵

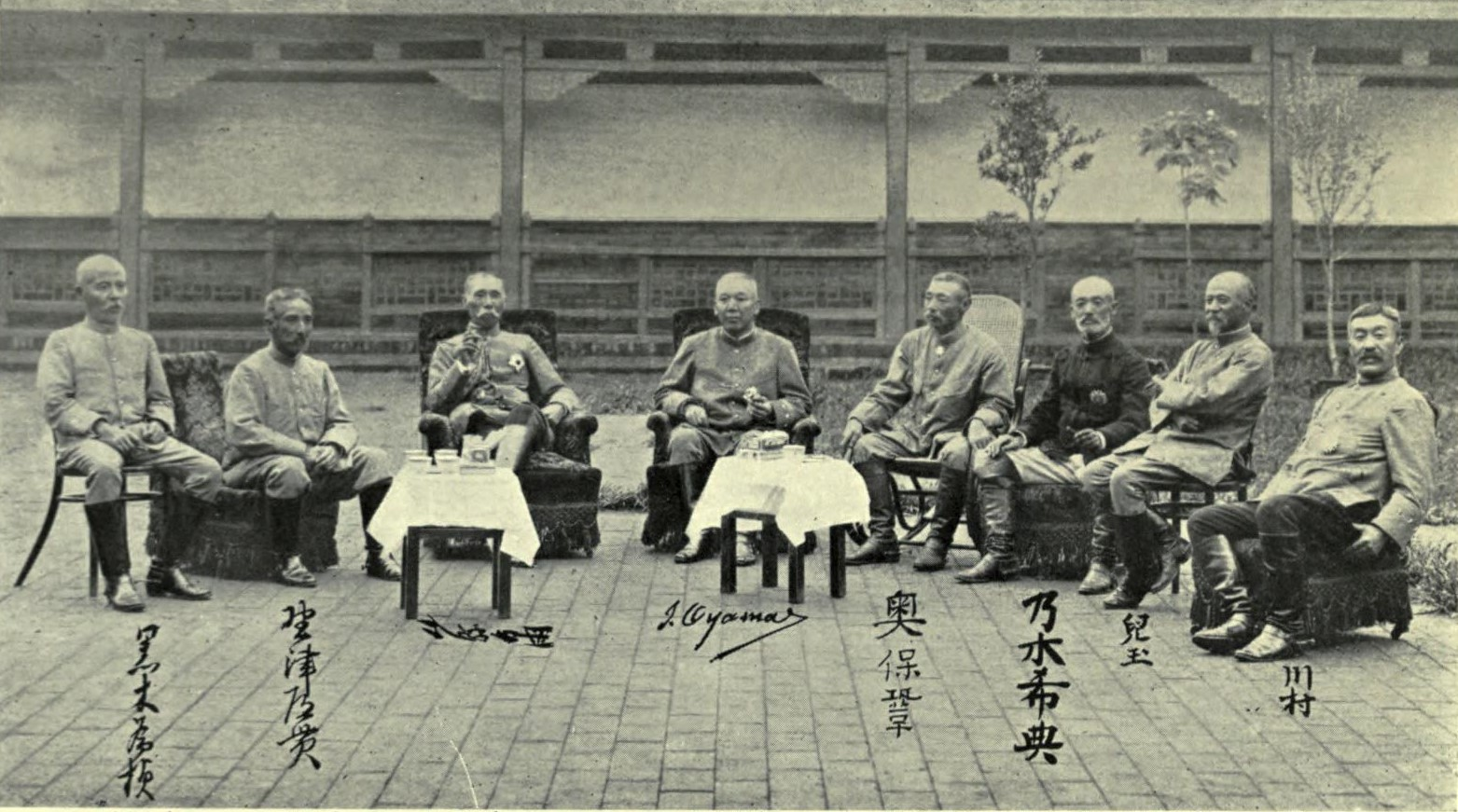
日露戦争における二元帥六大将
（中央が大山巌）

### 人柄
大山は青年期まで俊異として際立ったが、壮年以降は自身に茫洋たる風格を身に付けるよう心掛けた。日露戦争の沙河会戦で、苦戦を経験し総司令部の雰囲気が殺気立ったとき、昼寝から起きて来た大山の「児玉さん（児玉源太郎参謀長）、今日もどこかで戦（ゆっさ）がごわすか」の惚けた一言で、部屋の空気がたちまち明るくなり、皆が冷静さを取り戻したという逸話がある。ただし俊異の性格は日露戦争中も残っており、児玉が旅順に第3軍督励のため出張している間は、大山が自ら参謀会議を主宰し、積極的に報告を求め作戦を指揮したという公式記録が残っている。
桂太郎は大山の参謀総長時代の話として、次のような話を述べている。児玉、川上操六、桂が大議論を繰り広げていると、いつも大山が仲裁役となった。三人はそれぞれ理屈を述べるが、結局大山に唯々諾々と従ったという。大隈重信は世事に疎い武人と見られていた大山が新聞や雑誌を手元に置いていた常識人であったと述べている。
明治38年（1905年）12月7日にようやく東京・穏田の私邸に凱旋帰国した大山に対し、息子の柏が「戦争中、総司令官として一番苦しかったことは何か」と問うたのに対し、「若い者を心配させまいとして、知っていることも知らん顔をしなければならなかった」ことを挙げている。「茫洋」か「俊異」かという事項についての大山自身によるひとつの解答との指摘がなされている。

### 教養
石黒忠悳は、大山と旅をしていると、その土地々々の有名な詩を暗誦していて驚かされたと回想している。稀に和歌を読むこともあったが、てにをはの使い方などを注意されることがあっても気に留めなかったという。

### 容貌
従兄弟の西郷隆盛も大柄で肥満体だったが、大山もなかなかのものであった。その体型と顔の印象から「ガマ」（ガマガエル）というニックネームで呼ばれていた。しかもかなりの美食家であった。息子の大山柏の回想によると40cm以上もある鰻の蒲焼がのった鰻丼をペロリと完食し、ビーフステーキとフランスから輸入した赤ワインが好物で、体重は最も重いときで95kgを越えていたという。その結果晩年は糖尿病に悩まされていた。妻の捨松は友人への手紙で「主人は最近ますます太り、私はますますやせ細っています。」と愚痴をこぼしていたという。ただし、『元帥公爵大山巌』（大山巌伝刊行会編、1935年）では肥満になったのは晩年のことで、当初はどちらかというと痩せ気味であったといい、槍術を得意としたという。

#### 西郷隆盛像のモデル

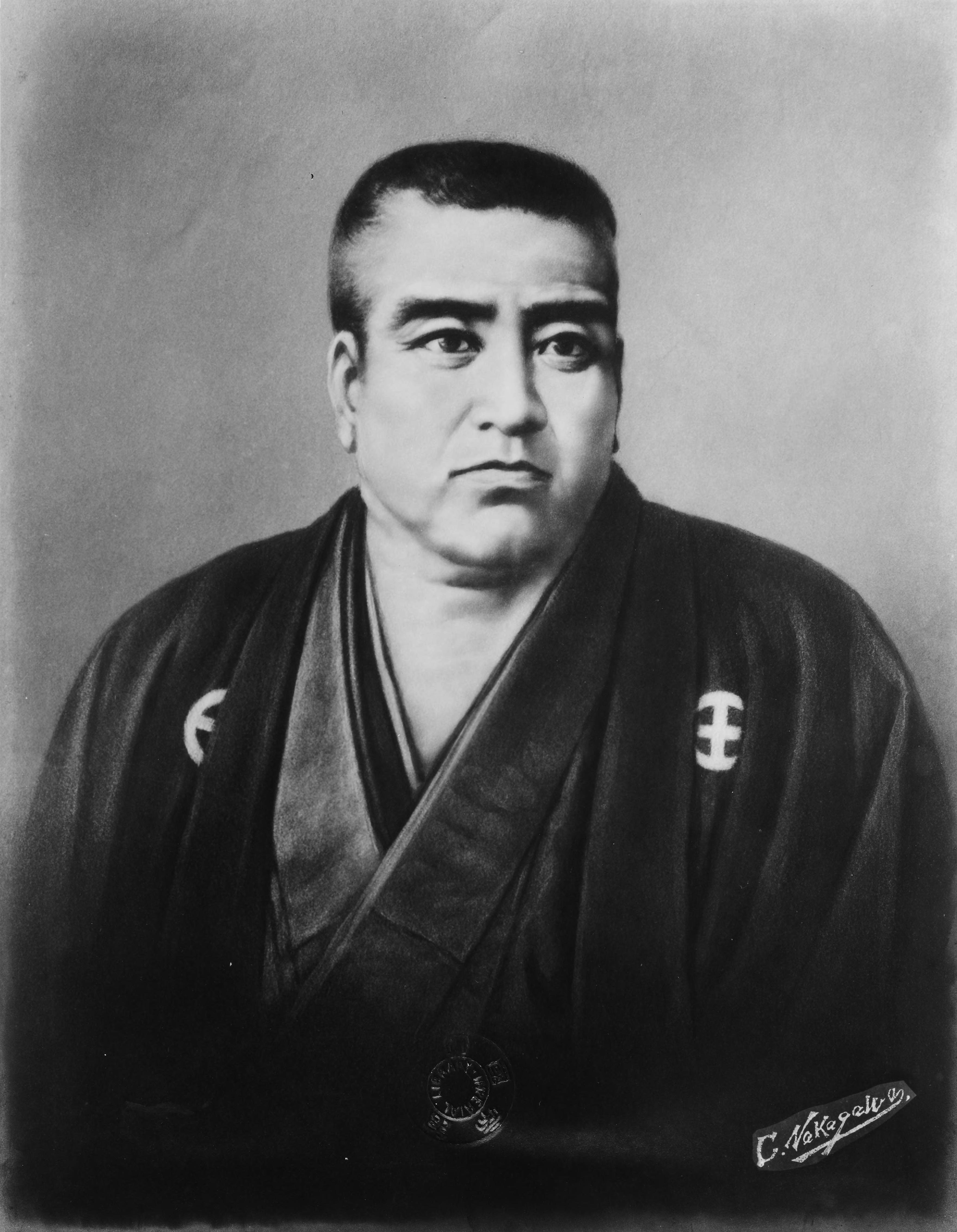
キヨッソーネによる西郷隆盛の肖像画。顔の下半分は大山巌がモデルといわれる。

大山の従兄弟である西郷隆盛の肖像画として、イタリア人画家エドアルド・キヨッソーネが描いた肖像画がよく知られているが、西郷は生前に写真や肖像画を残していなかったため、キヨッソーネはこの肖像画を顔の上半分を西郷従道、下半分を大山巌をモデルにして描いたといわれている。東京・上野にある西郷隆盛像などもキヨッソーネの肖像画を基にしているとされる。

### 西洋かぶれ
大山は西洋かぶれで非常に西洋文化への憧憬が強く、また造詣も深かった。後藤象二郎、西園寺公望らと共に「ルイ・ヴィトンの日本人顧客となった最初の人」として、ヴィトンの顧客名簿に自筆のサインが残っている。捨松との再婚の時の披露宴招待状は全文がフランス語で書かれた物で人々を仰天させたという。陸軍大臣公邸を出たあとに建てた自邸はドイツの古城をモチーフとした物だった。しかし、見た目の趣味はお世辞にもいいとはいえない代物で、ここを訪ねた捨松の旧友アリス・ベーコンにも酷評されている。巌はこの新居に満足していたが、妻・捨松は「あまりにも洋式生活になれると日本の風俗になじめないのでは」と、自分の経験から子供の将来を心配し、子供部屋は和室にしつらえていた。

### 政治家として
明治前期には陸軍卿として谷干城・曾我祐準・鳥尾小弥太・三浦梧楼のいわゆる「四将軍派」との内紛（陸軍紛議）に勝利して陸軍の分裂を阻止し、彼等の拠点と化していた月曜会を解散させた。以後明治中期から大正期にかけて陸軍大臣を長期にわたって務めた。元老としても重きをなし、陸軍では山縣有朋と並ぶ大実力者となったが、政治的野心や権力欲は乏しく、元老の中では西郷従道と並んで総理大臣候補に擬せられることを終始避け続けた。
大隈重信は大山が薩摩人でありながら、郷土の縁故をもって頼み事をされても乗らず、超越した存在として公平に振る舞い、内大臣の適任者であったと回想している。また山縣有朋も私心がなく公平であったと回想している。

### 君が代
大山は日本国歌となる君が代の制定にも関わっているとされることがあるが、曾孫大山格は巌が国歌制定に関わったという話は大山家に全く伝わっていないとしている。
大山巌自身の談話によれば、明治3年の末、もしくは4年の始めごろ（グレゴリオ暦では1871年）、御親兵における薩摩バンド（薩摩藩軍楽隊）の隊員に対しイギリス公使館護衛隊歩兵大隊の軍楽隊長ジョン・ウィリアム・フェントンは、国歌あるいは儀礼音楽的な物があれば、それから指導すると述べた。これを薩摩バンド隊員が当時の藩砲兵隊長であった大山に報告した際、大隊長の野津鎮雄と薩摩藩大参事の大迫貞清も臨席していた。この際に大山は「（イギリス国歌のように）宜しく宝祚の隆昌天壌無窮ならむことを祈り奉れる歌を撰むべきである」と述べ、愛唱歌である薩摩琵琶の「蓬莱山」を提案したところ、野津も大迫も賛成した。大山はその後どのような経緯を経て「君が代」が国歌となったのかは知らないと述べている。ただし「君が代」を提案したのは静岡藩士の乙骨太郎乙であるという説も存在している。

## 史跡・顕彰

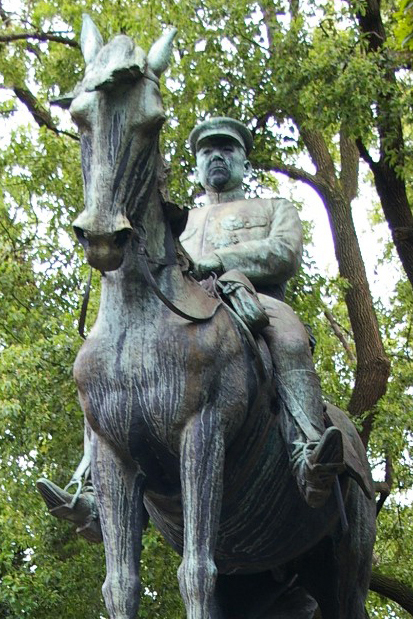
九段坂上の大山巌騎馬像

### 邸宅
大山が生前に建設した本邸は大正12年（1923年）の関東大震災により崩壊した。その後大山家は、東京・表参道（穏田一丁目＝当時）に広大な私邸を持っていたが、太平洋戦争（大東亜戦争）末期の昭和20年（1945年）5月の東京大空襲で焼失した。その際アメリカ軍は大山邸などを目標にしていたといわれる。
また本邸の他に静岡県沼津市、栃木県那須（当時の西那須野村、後の那須塩原市）に別荘を所有していた。このうち那須にあった別邸は、後に大山記念洋館（大山別邸）として県指定文化財となっており、県立那須拓陽高等学校が管理している。那須では農場も持っており、暇があれば山仕事に従事していたという。

### 銅像
現在、大山の騎馬姿の銅像が九段坂上に存在している。千代田区観光協会の解説によれば、この像は新海竹太郎の作によるもので、大正8年（1919年）11月3日に国会前庭北地区洋式庭園に建てられていたといわれているが、その後経緯は不明ながらも現在の位置に移設されたとしている。一方で、巌の曾孫で歴史ライターの大山格は、公刊伝記『元帥公爵大山巌』や二反長半の『大山元帥』を例示し、銅像は当初三宅坂の陸軍参謀本部の構内にあったとしている。大山格によれば、銅像はその後東條内閣期に金属供出され三宅坂から撤去されたが、戦後になって上野の東京芸術大学構内で横倒しとなって放置されていたところを発見され、昭和39年（1964年）5月17日に現在の地に再建された。巌の子である大山柏は著書『大山元帥と雪の進軍』において、再建に協力した人々に感謝の辞を述べている。

### 墓所

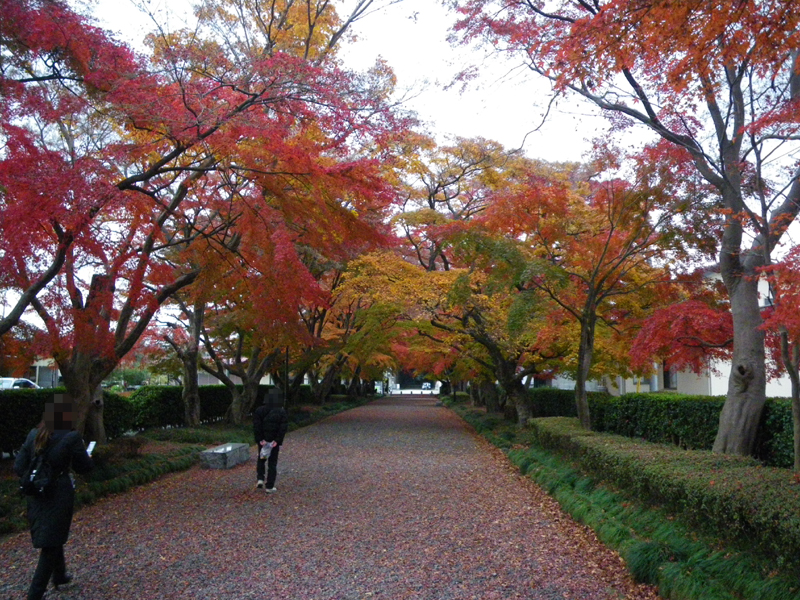
栃木県那須塩原市の大山巌墓所参道

栃木県那須塩原市にある大山の墓所参道にはモミジ・ヒノキの並木が整備されており、秋には紅葉のトンネルのような景観となる。参道の設計は山本直三郎によるもので、当初はモミジと交互に桜も植えられていたが、桜は枯れてしまったため伐採され残っていない。

### 顕彰碑
明治39年に日露戦争の功を称えて、三島中洲により赤城神社 (新宿区)に巨大な石碑が建立されたが、平成22年、同神社のマンション建設に伴う建て直し時に撤去された。

## 評価
- 大隈重信 「常識には非常に富んでおられ、決して世間の想像するが如く、世事に暗い一個の武弁たるに止まるものでは無い。しかし公はかくの如くして独楽独慎を事とする君子のおもかげはあるが、進んで積極的に悪を斥け善をなさるる如き言動には出でられない。畢竟するに公は一個の君子人であった」[36]

- 山縣有朋 「沈黙寡言を以て、あるいは茫漠として捕捉する所なきが如く解する人あらんも、その聡明にして事物の推移を洞察し、大局の帰趨を達観するの明に至りては、実に敬服の外なく、更に黙々の間に人を見るの慧眼には、公を知る者の畏敬措かざる所なり」[55]

- 伊藤博文「西郷翁（隆盛）は人を知って任せるし、大山は人を見て任せる。どっちも偉い」[47]

- 土方久元 「徳の高い至って質素な大海の如き大量の人物であった。下に使わるる人々は誰として敬服、心服せぬ者はなかった。一言にして評せば将に将たる大将軍であった。こういう人物はただ生きているという事それだけで国家に対して利益のあるものである。即ち国宝と申すべき人物である」[56]

- 桂太郎 「大山さんの偉いところは、大山さんの下僚に居った者でなければ分らぬ」[35]

- 川村純義　「壮年時代から矢張り肥って居たが、酒も煙草も一切やらず、毎日の起居動作はすべて軍隊式で非常な摂生家であった。一時邸内に玉突台を設けた事もあるが、遊戯に耽るという事は決してない。無口の様だが、あれでなかなか人を笑わせる様な面白い冗談を云う事があった」[57]

- 樺山資紀
  - 「大山と俺共とは明治十二三年からの知合いで、従道と大山と俺共と三人は無二の猟友であった。この三人は飯よりも猟が好きで、毎週土曜から日曜にかけて泊りがけで浦和保土ヶ谷熊谷方面へ雉打に出かける。大山が一番の健脚で、朝暗いうちから山へ行くと昼飯までは一休みもしないで鳥を追っかけ回し、ちっとも草臥れた様子もない。その代わり夜は横になると雷の様な大鼾で、大山の傍へ寝ると眠られたものではない。従道は人が悪いから樺山は真ん中に寝ろと云って、自分は成るべく大山に遠い方に寝たりした」[58]
  - 「ある晩鳩ケ谷に泊った所が、隣座敷で五六人の客が芸者を揚げて大騒ぎを遣って居る。流石の大山も眠られないので癇癪を起し、宿の女中を呼んで安眠妨害だと小言を云う。女中が隣座敷へお静かにと頼みに行くがなかなか静まらぬ。大山は二三度女中を使者に遣ったが手応えがない。夜中の一時頃未だ盛んに騒いで居る。大山も堪えられなくなったと見え起き上がって鉄砲をドンドン打ち出した。隣の客が驚くまい事か芸者も客も急に静かになった」[59]
  - 「大山が大警視になった時、保土ヶ谷であったと思うが、三人茶店に上って昼飯を喰って居ると、表に繋いで置いた大山の犬が通りかかりの巡査に吠え附いてズボンを噛んだ。宿の女が出て詫びを云ったが巡査が承知しない。犬の飼主に出ろと云う。それから大山が平謝りに謝って勘弁しろと云うが、巡査は益々威丈高でお前の名前は何と云うか名刺を出せと如何しても諾かない。大山も仕方がないから不承々々に大警視と肩書のある名刺を出すと、巡査は飛び上がって驚き、今後は地位顛倒だ。巡査は平蜘蛛の様になって無礼を詫びる。それから警察の署長が来て謝罪するやら、こんな滑稽もあったよ」[59]

- 石黒忠悳
  - 「公爵は決して才智を表に現す事のない人です。即ち智というものを全く超越している人であると思います」[60]
  - 「一見何事をも知らざるが如く、しかして何事をも知っていた。公の本領はもちろん、軍将として三軍を叱咤するにあったが、一面政治をも解し経済にも通じ、八方無凝の大才であった」[61]

- 福島安正 「ああいう偉人は真似が出来ぬ。山が崩れても地が裂けてもビクともしないあの大きな所は真に天下の珍で国家の柱石である。公は中正廉潔で少しの私心ももたない。薩摩人であって薩摩贔屓をするでなく、私党私派を作ることを絶対しない。私行上何一点非難の打ち所のない立派な人で、ことに礼譲の徳に富み相手が豪い人であろうが凡人であろうがその態度に少しも差別は無い」[62]

- 徳富蘇峰
  - 「公の智は、自ら私するの小智にあらずして、天下の大局に処するの大智なり。古人曰く、その智には及ぶ可く、その愚には及ぶ可からずと。愚は智の極致なり。ただ我が大山公に於いて、之にちかし。公の智は大勢を見るに長じ、人を鑑別するに長じ、特に自ら処するに長じたり。公はある意味に於いて、個人主義者なり。親分もなければ、子分もなし。従って藩閥心もなければ、党閥心もなし。然もまた利己的個人主義者にあらずして、偉大なる個人主義者なり」[63]
  - 「大山公は非常に公平な人で藩閥魂性などは微塵もなかった。すなわち特に子分を養ったり味方を造ったり、或いは党派を組むなど云うことは少しもなかった。常に一本立ちで堂々と天下を押し通した。この辺は現代人と余程調子が違って居る」[64]
  - 「大山公はまた節倹力行の人で、彼の如き高位高官の地位にありながら、驕奢をほしいままにするとか収賄するなど云うことは更になかった。彼の穏田の家を造る時の如きも、その木材は那須の自分の山林から切り出したものである。また他人から贈り物などあった時は、仮令如何程些細なものに対しても一々それ相当の返礼をしたものだ」[65]

- 吉田清英
  - 「（少年時代の）大山公は今の様に肥えては居ない痩せた貧相な方であった。殊に公は家中でも評判の槍使いで能く庭で槍の稽古をして居るのを見た。此の頃の武士の学問と云えば経書と源平以後の軍書であったが、大山公の好きで得意なのは元亀天正の軍書中にも武田三代記、真田幸村などで悉く之を暗唱し、武田三代記の何巻目と云えば声に応じて宙で読んだものだ。しの記憶の好いのには感服して居た」[66]
  - 「今でこそあのように円満に見えるものの、大山公の若い時は従道さんの上を越した腕白者で、豪胆で思い切った横着者であった。そうして機敏で機略に富んで居た。併し長ずるに従い其の敏捷も機略も内に包んで外に現わさないようになった。あの人が巴里から帰った明治初年の頃は日本一の大ハイカラで加治屋町時代の叛骨弥助どんとは受け取れなかった」[67]

- 末松謙澄　「大山公の人物は他の薩摩の豪傑連と等しく、小さい事務の才幹のある人ではなく、万事は下僚任せにするという人の頭目に適して居った。吾輩が嘗て書生時代に福地桜痴居士が『大山さんは愚物のような人であるが実はこの愚物のような性格で成功する人であろう』と言ったが果して其通りであった。公は大義に従って断然大西郷と砲煙の間に相見ゆる様になった。公は大義名分の為には実に一諾千金の人であった。公の国家に対する方針は大久保公と相均しく、その為め大久保公も公を見抜いて少しも疑うことなく軍隊を与えて戦場に赴かしめたのである。斯く大義名分の為に身を処するという公の大義点に比すれば、事務の才に乏しいなど言うことは論ずるに足らぬ」[68]

- 吉田茂八　「御前はこの地（大山開墾地）に御出でになると必ずものさしを持って森林中へ足を入れ、手を伸ばして木を撫で『おまえは大きくなったな、去年よりは一寸大きくなった』とものさしを当てて木と話をされます。この農場が何よりも好きで此処に墓地を作りたいと言っていられました」[69]

- 中西君尾　「涙っぽい方で、田中六兵衛さんの別荘で宴会のあった時、三遊亭圓朝の人情話を聞いて涙を流し、果ては鼻汁をすすられました」[70]

- ジョルジュ・デラ・ファイユ・デ・ルーヴェルゲン（オランダ語版）伯爵（ベルギー公使） 「公は常に我々外国人に接して、愉快な印象を与えられた。宮中などで山縣公と大山公に会った時の印象を区別すれば、山縣公は此方からの問あれば答えんと云う、極めて厳格な風の方であると思わるるが、大山公は何か話題を作って話しかけようと思われている様子がありありと見える、ごく平民的の方であった。公爵邸に行って種々お話している間に、公爵は外国に関する事を正確に話された。それで私は公爵が外国の書物や、外国の話に始終注意しておらるる方だと思っていました。と言うていたずらに外国の話をしてその知識を示そうという方ではなく、間々にはごく平易なお話もあり、ある時は公爵は私の最も好きなのは田園生活で、自然ほど自分を喜ばすものは無いなどと語られた」[71]

- ニコ・ミリアレッシー（ギリシャ軍事通信員）　「元帥も年を重ねられて大分頭が古いなどという人もありましたが、私はそうは思いませんでした。私は昨日独逸から帰ったばかりなどという新しい将校に会って話を聞きますが、それ等の人々の意見よりも却って老元帥の意見の方が新式で、また遥かに真に当たっているのに驚きました。私は老元帥は先天的の軍人で軍人中には珍しい遠大な計画を腹蔵していると思いました」[72]